# Upon Desolate Sands
Upon Desolate Sands è il settimo album del gruppo Hate Eternal, pubblicato nel 2018.

## Tracce
1. The Violent Fury – 3:54
2. What Lies Beyond – 3:08
3. Vengeance Striketh – 4:39
4. Nothingness of Being – 5:02
5. All Hope Destroyed – 5:44
6. Portal of Myriad – 4:13
7. Dark Age of Ruin – 3:58
8. Upon Desolate Sands – 5:01
9. For Whom We Have Lost – 3:17

## Formazione
- Erik Rutan – voce, chitarra
- JJ Hrubovcak – basso
- Hannes Grossmann – batteria